# الخديوي إسماعيل
الخديوي إسماعيل (31 ديسمبر 1830 – 2 مارس 1895) هو خامس حكام مصر من الأسرة العلوية وذلك من 18 يناير 1863 إلى أن خلعه عن العرش السلطان العثماني تحت ضغط كل من إنجلترا وفرنسا في 26 يونيو 1879. في فترة حكمه عمل على تطوير الملامح العمرانية والاقتصادية والإدارية في مصر بشكل كبير ليستحق لقب المؤسس الثاني لمصر الحديثة بعد إنجازات جده محمد علي باشا الكبير.
تتجلّى فلسفة إسماعيل باشا بوضوح في عبارة قالها عام 1879:
«لم تعد بلادي تنتمي فقط إلى إفريقيا؛ لقد أصبحنا الآن جزءًا من أوروبا أيضًا. ومن الطبيعي لذلك أن نتخلى عن أساليبنا السابقة ونتبنى نظامًا جديدًا يتناسب مع ظروفنا الاجتماعية.»
في عام 1867، وبعد أن دفع تعويضًا ماليًا ضخمًا للسلطان العثماني، حصل إسماعيل باشا على فرمان سلطاني يعترف له بلقب «الخديوي» (نائب الملك)، مُفضلًا إياه على لقب «الوالي» الذي كان يُستخدم من قبل أسلافه في إيالة مصر والسودان (1517–1867). كما تمكّن من قصر وراثة هذا اللقب على نسله المباشر، مستبعدًا بذلك جميع أفراد أسرة محمد علي الآخرين من خط الخلافة.
إلا أن السياسات التي انتهجها إسماعيل، رغم طابعها التحديثي، أوقعت خديوية مصر والسودان (1867–1914) في ديون خانقة، ما اضطر الحكومة إلى بيع حصة البلاد في شركة قناة السويس للحكومة البريطانية. وقد شكل هذا الحدث نقطة تحوّل خطيرة، عجّلت بتدخل مباشر من القوى الأوروبية في الشأن المصري. وتحت ضغط متواصل من بريطانيا وفرنسا، تم خلع إسماعيل من الحكم عام 1879.

## النشأة
وُلد إسماعيل بن إبراهيم باشا بن محمد علي باشا في 31 ديسمبر 1830 في قصر المسافر خانة بحي الجمالية في القاهرة، وهو الابن الأوسط بين ثلاثة أبناء لإبراهيم باشا غير أشقاء وهم الأميرين أحمد رفعت ومصطفى فاضل. اهتم والده إبراهيم باشا بتعليمه، فتعلم مبادئ العلوم واللغات العربية والتركية والفارسية، بالإضافة إلى القليل من الرياضيات والطبيعة وقد أرسله والده وهو في سن الرابعة عشر إلى فيينا عاصمة النمسا، لكى يعالج بها من إصابته برمد صديدي، وأيضاً لاستكمال تعليمه، وقد بقي في فيينا لمدة عامين، ثم التحق بالبعثة المصرية الخامسة إلى باريس لينضم إلى تلاميذها، وكان من بينهم الأمير أحمد رفعت (شقيقه) والأميران عبد الحليم وحسين وهما من أبناء محمد علي وفي باريس درس علوم الهندسة والرياضيات والطبيعة، كما أتقن اللغة الفرنسية تحدثاً وكتابة وتأثر بالثقافة والمعمار الفرنسي كثيراً، ثم عاد إلى مصر في عهد ولاية والده إبراهيم باشا، وحين توفي إبراهيم خلفه في الحكم عباس حلمي الأول، وقد كان الأمير إسماعيل يكره ابن عمه عباس (فوالد عباس هو الأمير أحمد طوسون عم إسماعيل)، فلما تولى الحكم شعر إسماعيل وإخوته بكراهية عباس لهم، ثم مات جده محمد علي، واشتد الخلاف بين إسماعيل وبقية الأمراء بشأن تقسيم ميراث جده، وسافر إسماعيل وبعض الأمراء إلى الآستانه، وعيّنه السلطان عبد المجيد الأول عضواً بمجلس أحكام الدولة العثمانية، وأنعم عليه بالبشاوية، ولم يعد إلى مصر إلا بعد مقتل ابن عمه عباس وتولّى بعده عمه محمد سعيد ولاية مصر. وعندما عاد إسماعيل من الآستانة لقي من عمه سعيد عطفاً كبيراً، وعهد إليه برئاسة (مجلس الأحكام) الذي كان أكبر هيئة قضائية في البلاد في ذلك الوقت، وأرسله سعيد باشا سنة 1855 في مهمة سياسية لدى الإمبراطور نابليون الثالث بشأن رغبة سعيد باشا من الدول الأوروبية في توسيع نطاق استقلال مصر بعد اشتراكها مع الحلفاء في حرب القرم، فأدى إسماعيل تلك المهمة بما امتاز به من ذكاء ولباقة، ووعده نابليون الثالث بتأييد مقترحه في مؤتمر الصلح بباريس، ولكنه لم يحقق وعده، وكذلك قابل البابا بيوس التاسع. ثم أرسله سعيد باشا في جيش تعداده 14000 إلى السودان وعاد بعد أن نجح في تهدئة الأوضاع هناك.

## توليه الحكم

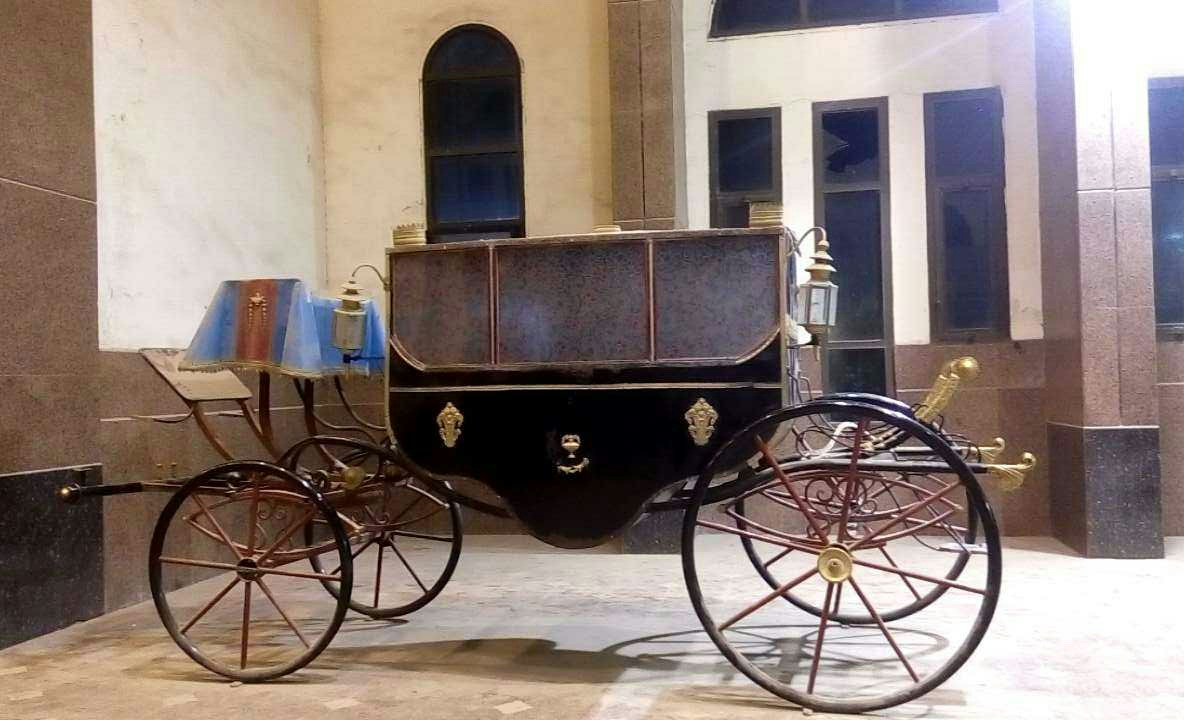
عَربة الخديوي إسماعيل- موجودة في مَحطة قطارات الإسماعيلية

بعد وفاة محمد سعيد باشا في 18 يناير 1863 حصل على السلطة دون معارضة وذلك لوفاة شقيقه الأكبر أحمد رفعت باشا ومنذ أن تولى مقاليد الحكم ظلَّ يسعى إلى السير على خطى جده محمد علي والتخلص تدريجياً من قيود معاهدة لندن 1840، وفي 8 يونيو 1867م أصدر السلطان عبد العزيز الأول فرمان منح فيه إسماعيل لقب الخديوي مقابل زيادة في الجزية، وتم بموجب هذا الفرمان أيضًا تعديل طريقة نقل الحكم لتصبح بالوراثة لأكبر أبناء الخديوي سنًا، كما حصل في 10 سبتمبر 1872 م على فرمان آخر يتيح له حق الإستدانة من الخارج دون الرجوع إلى الدولة العثمانية، وفي 8 يونيو 1873 م حصل الخديوي إسماعيل على الفرمان الشامل الذي تم منحه فيه إستقلاله في حكم مصر بإستثناء دفع الجزية السنوية وعقد المعاهدات السياسة وعدم حق في التمثيل الدبلوماسي وعدم صناعة المدرعات الحربية.

## إنجازات الخديوي إسماعيل

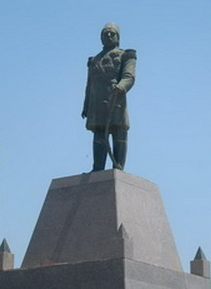
تمثال الخديوي إسماعيل في الإسكندرية

في عهده تمت العديد من الإصلاحات:

### الإصلاح النيابي
- تحويل مجلس المشورة الذي أسسه جده محمد علي باشا إلى مجلس شورى النواب، وأتاح للشعب اختيار ممثليه. وافتتحت أولى جلساته في 25 نوفمبر 1866.

### الإصلاح الإداري
- تحويل الدواوين إلى نظارات.
- وضع تنظيم إداري للبلاد، وإنشاء مجالس محلية منتخبة للمعاونة في إدارة الدولة.

### الإصلاح القضائي
- أصبح للمجالس المحلية حق النظر في الدعاوي الجنائية والمدنية.
- انحصار اختصاص المحاكم الشرعية في النظر في الأحوال الشخصية.
- إلغاء المحاكم القنصلية وتبديلها بالمحاكم المختلطة.

### الإصلاح العمراني
- الانتهاء من حفر قناة السويس وإقامة احتفالاتها.
- إنشاء قصور فخمة مثل قصر عابدين
- إنشاء دار الأوبرا الخديوية.
- إنشاء كوبري قصر النيل.
- استخدام البرق والبريد وتطوير السكك الحديدية.
- إضاءة الشوارع ومد أنابيب المياه.

### في المجال الاقتصادي
- زيادة مساحة الأراضي الزراعية.

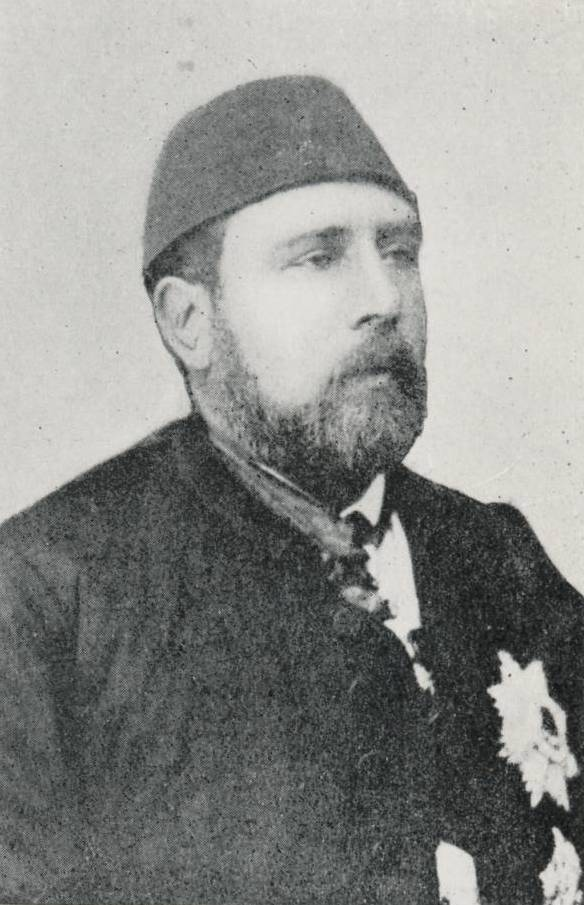
صورة فوتوغرافية للخديوي إسماعيل عام 1879م

- حفر ترعة الإبراهيمية في صعيد مصر، وترعة الإسماعيلية في شرق الدلتا.
- زيادة مساحة الأراضي المنزرعة قطنًا.
- إنشاء مصانع، ومن بينها 19 مصنعًا للسكر ومنها (أرمنت والمطاعنة والضبعيه والبلينا وجرجا وأبوقرقاص والشيخ فضل والفيوم).
- إصلاح ميناء السويس وميناء الإسكندرية.
- بناء 15 منارة في البحرين الأحمر والمتوسط لإنعاش التجارة.

### المجال التعليمي والثقافي
- زيادة ميزانية نظارة المعارف.
- وقف الأراضي على التعليم.
- تكليف علي مبارك بوضع قانون أساسي للتعليم.
- تكليف الحكومة بتحمل نفقات التلاميذ.
- إنشاء أول مدرسة لتعليم الفتيات في مصر، وهي مدرسة السنية (1873).
- إنشاء دار العلوم لتخريج المعلمين.
- إنشاء دار الكتب.
- إنشاء الجمعية الجغرافية ودار الآثار(1875).
- ظهور الصحف مثل الأهرام والوطن ومجلة روضة.

### الأعمال الصحية
كانت المسائل الصحية موضع عناية إسماعيل، وشاركه في هذه العناية نوابغ الأطباء في مصر وأعضاء مجلس شورى النواب، فقد وجّهوا همتهم جميعاً إلى تحسين أحوال البلاد الصحية، وكان للإدارة الصحية فضل كبير في مقاومة الأمراض ومكافحة الأوبئة، وخاصةً وباء الكوليرا الذي حلَّ بالبلاد سنة 1865، وكان أشد ما أصيبت به البلاد من الأوبئة في ذلك العصر وأنشئت مستشفيات عدة.

## الضغط الدولي
لما جاءت بعثة كيف (Steven Cave) إلى مصر، لحظت فرنسا من إيفاد الحكومة الإنجليزية إياها أنها تريد الاستئثار بالنفوذ لدى إسماعيل، ولم تكن إنجلترا ترمي إلى النفوذ المالي فقط، بل كانت تقصد إلى ما هو أبعد من ذلك، وهو التدخل السياسي، فنشط التنافس بين النفوذ الإنجليزي والنفوذ الفرنسي، ووصل هذا التنافس إلى حاشية إسماعيل وبلاطه، ففريق كان ينقاد إلى نفوذ الإنجليز، وفريق آخر كان يميل إلى النفوذ الفرنسي، وهذا يدل على مبلغ الضعف السياسي الذي تغلغل في كيان الحكومة بسبب الارتباك المالي، ولا شك فالمال هو عصب النفوذ السياسي.
وقد اعتزمت الحكومة الفرنسية أن تعارض مسعى الحكومة الإنجليزية بمسعى مثله، فأوفدت هي أيضا أحد موظفيها، وهو المسيو فييه (بالفرنسية:Villet) ليعاون إسماعيل على تنظيم ماليته، فكانت ترمي بذلك إلى أن لا تنفرد الحكومة الإنجليزي بالتدخل في شئون مصر، فقدم مشروعا أبدى إسماعيل ميله إلى الأخذ به، فاستاءت الحكومة الإنجليزية من رجحان كفة النفوذ الفرنسي، وعارضت عمل إسماعيل بضربه آلمته كانت على اتفاق معه أن لا تذيع تقرير لجنة كيف حتى لا يسوء مركزه المالي فلما رأت منه ميلاً إلى أتباع المشورة الفرنسية لوّحت بأنها ستنشر التقرير فلما احتجّ إسماعيل على إذاعته أوعزت إلى أحد نواب البرلمان البريطاني أن يسأل متى ينشر التقرير؟ فكان جواب رئيس الوزارة البريطاني دزرائيلي (بالإنجليزية:Benjamin Disraeli) أنه لا يعارض نشره وأن الخديوي هو الذي يمانع في ذلك، فكان هذا الجواب أشد وطأة من نشر التقرير، لأنه ترك الأذهان تعتقد سوء حالة المالية المصرية، وأدى ذلك إلى نزول أسعار السندات المصرية نزولاً هائلاً.

## عزله عن الحكم

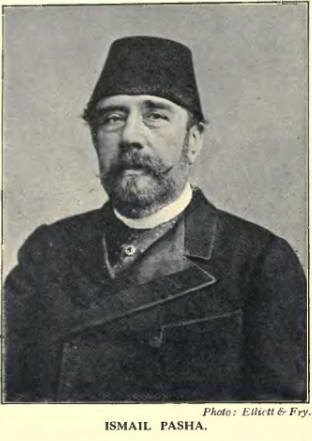
الخديوي إسماعيل

أدت النزعة الاستقلالية للخديوي إسماعيل في حكم مصر إلى قلق السلطان العثماني، بالإضافة إلى الأطماع الإستعمارية لكل من إنجلترا وفرنسا لمصر وتحت ضغط كل من قنصلي إنجلترا وفرنسا على السلطان العثماني عبد الحميد الثاني أصدر فرماناً بعزل الخديوي إسماعيل في 26 يونيو 1879م وبُعث إلى مصر عن طريق التلغراف وجاء نص الفرمان الذي ورد من الآستانة كالتالي: (إلى سمو إسماعيل باشا خديوي مصر السابق، إن الصعوبات الداخلية والخارجية التي وقعت أخيراً في مصر قد بلغت من خطورة الشأن حداً يؤدي استمراره إلى إثارة المشكلات والمخاطر لمصر والسلطنة العثمانية، ولما كان الباب العالي يرى أن توفير أسباب الراحة والطمأنينة للأهالي من أهم واجباته ومما يقضيه الفرمان الذي خولكم حكم مصر، ولما تبين أن بقائكم في الحكم يزيد المصاعب الحالية، فقد أصدر جلالة السلطان إرادته بناء على قرار مجلس الوزراء بإسناد منصب الخديوية المصرية إلى صاحب السمو الأمير توفيق باشا، وأرسلت الإرادة السنية في تلغراف آخر إلى سموه بتنصيبه خديوياً لمصر، وعليه أدعو سموكم عند تسلمكم هذه الرسالة إلى التخلي عن حكم مصر احتراماً للفرمان السلطاني).
وقد سافر إسماعيل بعد ثلاثة أيام إلى نابولي بإيطاليا، ثم انتقل بعدها للإقامة في الأستانة.

## الوفاة
توفي في 2 مارس 1895 في قصر إميرجان في إسطنبول الذي كان منفاه أو محبسه بعد إقالته.
تم نحت تمثال له من صنع الفنان الإيطالي بييترو كانونيكا، وأزاح الستار عنه الملك فاروق في 4 ديسمبر 1938 في مكانه الأصلي بميدان المنشية أمام الموقع الأول لقبر الجندي المجهول بالإسكندرية إلى أن نُقل بعد ذلك، وهو مقام حاليًا في ميدان الخديوي إسماعيل بكوم الدكة بالإسكندرية، وكان التمثال هدية من الجالية الإيطالية بالإسكندرية تقديرًا لاستضافة مصر للملك فيكتور عمانويل الثالث آخر ملوك إيطاليا بعد الإطاحة به عن عرشه.

## زوجاته ومستولداته وأبناؤه

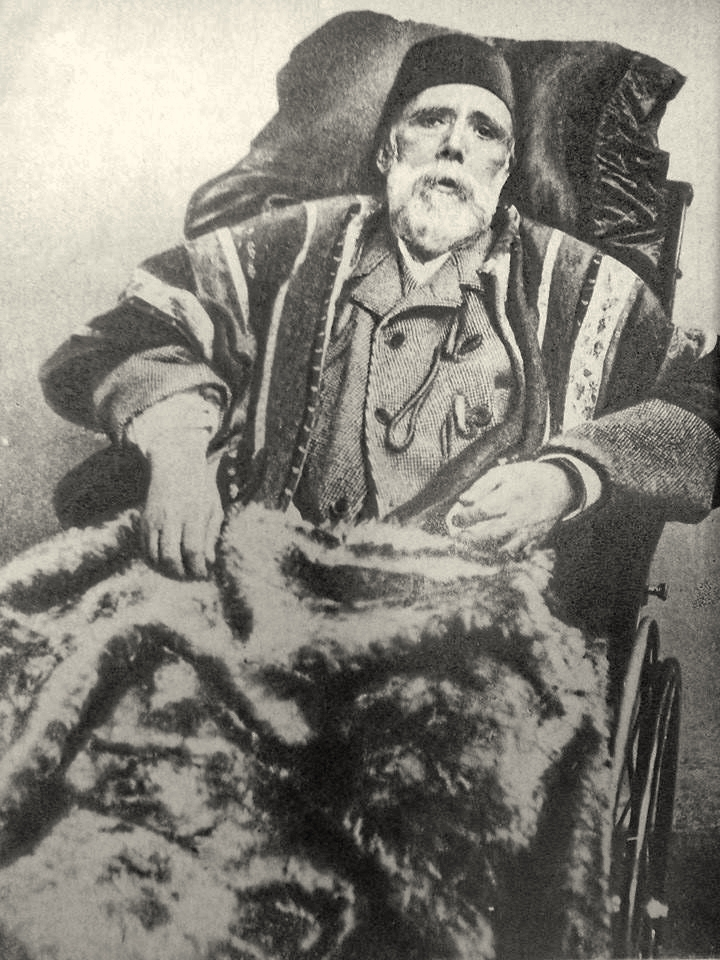
الخديوي إسماعيل في اواخر أيامه

| الزوجة / المستولده | أبنائه منها                             |
| ------------------ | --------------------------------------- |
| شفق نور هانم       | الخديوي توفيق                           |
| نور فلك هانم       | السلطان حسين كامل                       |
| فريال هانم         | الملك فؤاد الأول                        |
| صافيناز هانم       |                                         |
| مثل ملك هانم       | الأمير حسن باشا                         |
| جانانيار هانم      | الأمير إبراهيم حلمي، والأميرة زينب هانم |
| جهان شاه قادين     | الأمير محمود حمدي                       |
| شهرت فزا هانم      | الأميرة توحيدة، والأميرة فاطمة إسماعيل  |
| مثل جهان قادين     | الأميرة جميلة فاضل                      |
| نشئة دل قادين      | الأميرة نعمت                            |
| بزم عالم           |                                         |
| جشم عفت هانم       |                                         |
| حور جنان قادين     | الأميرة أمينة                           |
| فلك نار قادين      | الأمير رشيد بك                          |
| جمال نور قادين     | الأمير علي جمال باشا                    |

## الخديوي إسماعيل في السينما والتلفزيون
- عام 1962: فيلم ألمظ وعبده الحامولي، وقام بدور الخديوي إسماعيل الفنان حسين رياض.
- عام 1992: مسلسل بوابة الحلواني، وقام بدور الخديوي إسماعيل الفنان محمد وفيق.
- عام 2008: مسلسل علي مبارك، وقام بدور الخديوي إسماعيل الفنان أحمد وفيق.
- عام 2014: مسلسل سرايا عابدين، وقام بدور الخديوي إسماعيل الفنان قصي خولي.

## قراءات أخرى
- مصر المسلمة والحبشة المسيحية؛ أو، الخدمة العسكرية في ظل حكم الخديوي، داخل أقاليمه وخارج حدودها، كما عايشها الموظفون الأمريكيون.

## روابط خارجية
- الخديوي إسماعيل على موقع الموسوعة البريطانية (الإنجليزية)
- الخديوي إسماعيل على موقع إن إن دي بي (الإنجليزية)

| المناصب السياسية    | المناصب السياسية          | المناصب السياسية   |
| ------------------- | ------------------------- | ------------------ |
| سبقه محمد سعيد باشا | والي ثم خديوي 1863 - 1879 | تبعه الخديوي توفيق |